# Hyundai i20 Coupe WRC

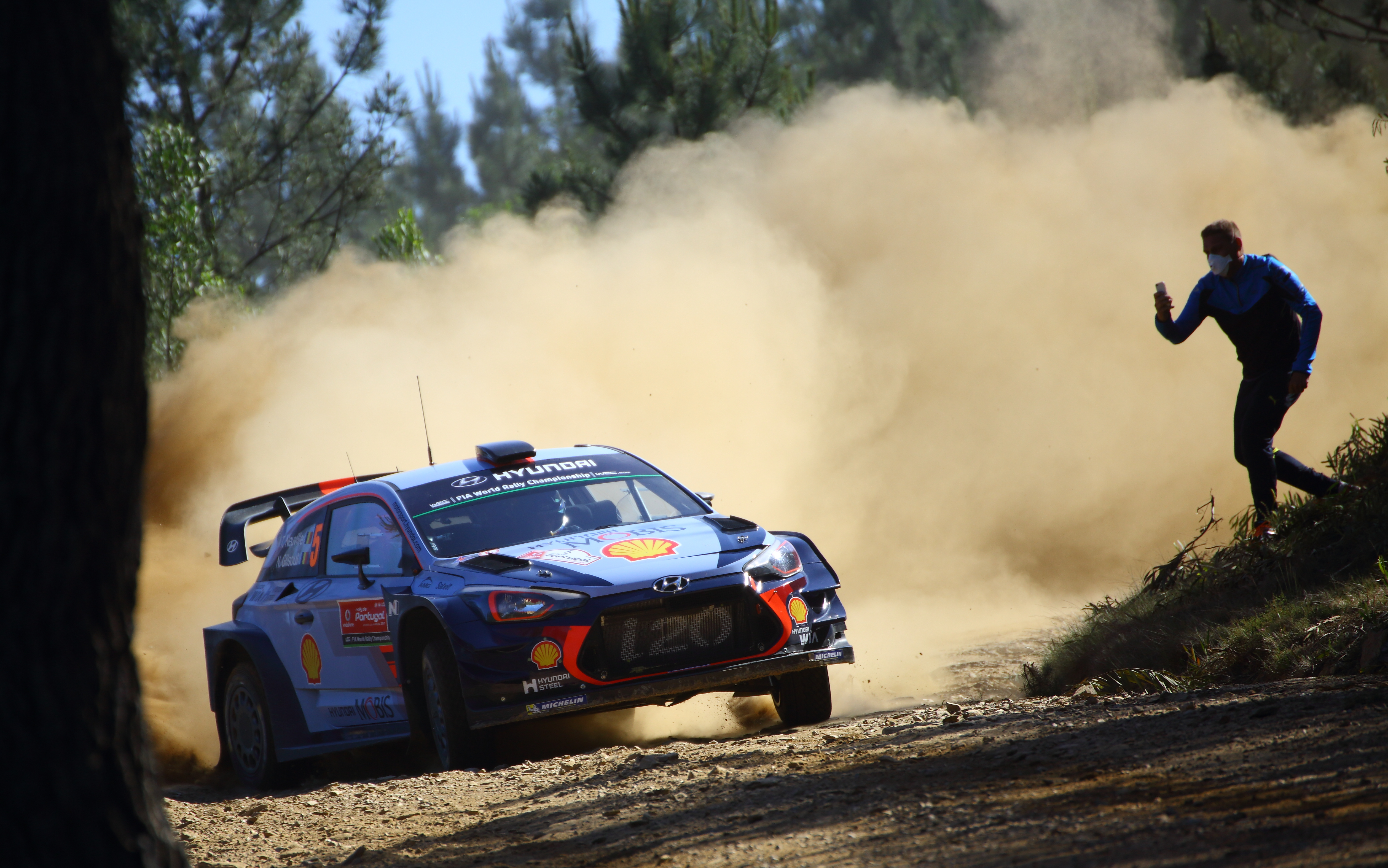
Thierry Neuville podczas Rajdu Portugalii

Hyundai i20 Coupe WRC – samochód WRC konstrukcji Hyundaia oparty na modelu Hyundaia i20. Używany od sezonu 2017 Rajdowych Mistrzostw Świata przez zespół Hyundai Motorsport. Jest następcą modelu Hyundai i20 WRC, zaprojektowany w związku ze zmianami przepisów WRC od sezonu 2017. 

## Dane techniczne
Silnik:
- 1,6 l, 16 zaworowy DOHC, turbodoładowany, czterosuwowy ZI
- Układ zasilania: bezpośredni wtrysk paliwa
- Moc maksymalna: 381 KM (280 kW) przy 6500 obr./min
- Maksymalny moment obrotowy: 450 N•m przy 5500 obr./min

Przeniesienie napędu:
- Permanentny napęd na cztery koła
- Skrzynia biegów: 6 biegowa manualna sekwencyjna

Pozostałe:
- Hamulce: wentylowane hamulce tarczowe Brembo, zaciski 4 tłoczkowe, φ tarcz 370 mm (na asfalt) / 300 mm (na szuter)
- Zawieszenie przód: kolumny MacPhersona
- Długość: 4100 mm
- Szerokość: 1875 mm
- Rozstaw osi: 1875 mm
- Masa własna: 1190 kg

## Zwycięstwa w WRC
| Sezon | Nr. | Rajd                  | Nawierzchnia | Kierowca         | Pilot             | Zespół             |
| ----- | --- | --------------------- | ------------ | ---------------- | ----------------- | ------------------ |
| 2017  | 1   | 60. Rajd Korsyki      | Asfalt       | Thierry Neuville | Nicolas Gilsoul   | Hyundai Motorsport |
| 2017  | 2   | 37. Rajd Argentyny    | Szuter       | Thierry Neuville | Nicolas Gilsoul   | Hyundai Motorsport |
| 2017  | 3   | 74. Rajd Polski       | Szuter       | Thierry Neuville | Nicolas Gilsoul   | Hyundai Motorsport |
| 2017  | 4   | 26. Rajd Australii    | Szuter       | Thierry Neuville | Nicolas Gilsoul   | Hyundai Motorsport |
| 2018  | 5   | 66. Rajd Szwecji      | Śnieg        | Thierry Neuville | Nicolas Gilsoul   | Hyundai Motorsport |
| 2018  | 6   | 52. Rajd Portugalii   | Szuter       | Thierry Neuville | Nicolas Gilsoul   | Hyundai Motorsport |
| 2018  | 7   | 15. Rajd Sardynii     | Szuter       | Thierry Neuville | Nicolas Gilsoul   | Hyundai Motorsport |
| 2019  | 8   | 62. Rajd Korsyki      | Asfalt       | Thierry Neuville | Nicolas Gilsoul   | Hyundai Motorsport |
| 2019  | 9   | Rajd Argentyny 2019   | szuter       | Thierry Neuville | Nicolas Gilsoul   | Hyundai Motorsport |
| 2019  | 10  | Rajd Włoch 2019       | szuter       | Dani Sordo       | Carlos del Barrio | Hyundai Motorsport |
| 2019  | 11  | Rajd Hiszpanii 2019   | mieszana     | Thierry Neuville | Nicolas Gilsoul   | Hyundai Motorsport |
| 2020  | 12  | Rajd Monte Carlo 2020 | mieszana     | Thierry Neuville | Nicolas Gilsoul   | Hyundai Motorsport |
| 2020  | 13  | Rajd Estonii 2020     | szuter       | Ott Tänak        | Martin Järveoja   | Hyundai Motorsport |
| 2020  | 14  | Rajd Włoch 2020       | szuter       | Dani Sordo       | Carlos del Barrio | Hyundai Motorsport |
| 2021  | 15  | Rajd Arktyczny 2021   | mieszana     | Ott Tänak        | Martin Järveoja   | Hyundai Motorsport |
| 2021  | 16  | Rajd Ypres 2021       | asfalt       | Thierry Neuville | Martijn Wydaeghe  | Hyundai Motorsport |
| 2021  | 17  | Rajd Katalonii 2021   | asfalt       | Thierry Neuville | Martijn Wydaeghe  | Hyundai Motorsport |